# Senecio speciosus
Senecio speciosus là một loài thực vật có hoa trong họ Cúc. Loài này được Willd. miêu tả khoa học đầu tiên.